# Много ли человеку земли нужно
«Много ли человеку земли нужно?» — один из назидательных народных рассказов Л. Н. Толстого, написанный в начале 1886 года и опубликованный в 4-м номере «Русского богатства» за этот год. Почти одновременно появился в сборнике «Три сказки Льва Толстого».
В рассказе отразились впечатления от пребывания писателя у башкир, пересказ скифских преданий у Геродота (которого Толстой в то время читал в подлиннике) и увлечение учениями Христа и Будды. Обег степных земель главным героем представлен Толстым как притча — метафора человеческой жизни, уходящей на накопление материальных ценностей в ущерб духовным исканиям.

## Сюжет
Главный герой рассказа — крестьянин Пахом — одержим страстью к стяжательству. «А будь земли вволю, так я никого, и самого чёрта, не боюсь!» — в запальчивости похваляется он. Чёрт за печкой, услышав это, замышляет довести Пахома до погибели: «Я тебе земли много дам. Землёй тебя и возьму». Пахому удаётся постоянно расширять свои владения, но всё ему мало.
Заезжий купец рассказывает Пахому, что башкиры продают землю за бесценок — купцу досталось пять тысяч десятин за тысячу рублей, в то время как Пахом пытается купить вдесятеро меньший участок за полторы.
Пахом отправляется к башкирам, которые объясняют, что за тысячу продадут ему столько земли, сколько он в состоянии обежать за день, при условии, что до захода солнца он успеет вернуться в начальную точку, иначе его деньги пропадут. Накануне обегания земли ему снится сон, в котором купец оборачивается сначала пузатым башкиром, потом чёртом с рогами, а у ног его лежит труп самого Пахома.
Наутро он пустился по степи наперегонки с солнцем. Из-за неправильного расчета пути, когда наступает время возвращаться, и солнце приближается к закату, Пахом находится слишком далеко. Он изо всех сил спешит вернуться, «в груди как мехи кузнечные раздуваются, а в сердце молотком бьёт». В последний момент ему удаётся достичь цели. «Ай, молодец!» — закричал старшина. — «Много земли завладел!» Но тут же оказывается, что от крайнего перенапряжения Пахом умер.

Поднял работник скребку, выкопал Пахому могилу, ровно насколько он от ног до головы захватил — три аршина, и закопал его.

## Реакция
На публичном чтении в Московском университете 4 апреля 1886 года рассказ произвёл на публику большое впечатление. С. А. Толстая писала тогда мужу: «впечатление такое, что стиль замечательно строгий, сжатый, ни слова лишнего, всё верно, метко, как аккорд; содержания много, слов мало и удовлетворяет до конца».
Людвиг Витгенштейн и Джеймс Джойс относили рассказ к вершинам толстовского гения; последний незадолго до смерти в письме к дочери охарактеризовал его как «величайший в мировой литературе». А. П. Чехов в рассказе «Крыжовник», наоборот, полемизировал с мыслью Толстого:

Принято говорить, что человеку нужно только три аршина земли. Но ведь три аршина нужны трупу, а не человеку. <…> Человеку нужно не три аршина земли, не усадьба, а весь земной шар, вся природа, где на просторе он мог бы проявить все свойства и особенности своего свободного духа.
Я. И. Перельман использует конец данного рассказа в книге «Занимательная геометрия», когда обсуждает связь между формой, периметром и площадью геометрических фигур. По его расчетам, Пахом прошел за день 40 верст и отмерил около 8 000 десятин земли (78 квадратных верст). Перельман также показал, что если бы Пахом выбрал оптимальный маршрут (по сторонам квадрата), он бы отмерил даже большую площадь, пройдя при этом меньшее расстояние.

## Экранизации
- 1953 — Много ли человеку земли нужно / How Much Land Does a Man Need? , США, режиссёр Эдди Дэвис[англ.]. Эпизод сериала «Твоя любимая история».
- 1969 — Скарабей — Сколько земли нужно человеку?[нем.], ФРГ, режиссёр Ханс-Юрген Зиберберг.
- 1988 — Арабские духи / Ta ghoroob, Иран, режиссёр Джафар Вали
- 2000 — Много ли человеку земли нужно / How Much Land Does a Man Need? , США, режиссёр Самир Батт
- 2002 — Сколько земли нужно человеку / ¿Cuánta tierra necesita un hombre?, Доминиканская Республика, режиссёр Кэрол Гонсалес